# Flughafen Nürnberg-Marienberg

i7
i11
i13
Der Flughafen Nürnberg-Marienberg war vom 20. August 1933 bis Herbst 1940 der internationale Flughafen der fränkischen Stadt Nürnberg. Seit der Mobilmachung am 28. August 1939 bis zur Befreiung Nürnbergs durch die Streitkräfte der Vereinigten Staaten am 14. April 1945 diente der Flugplatz nur noch den Zwecken der Luftwaffe und wurde nach der fast vollständigen Zerstörung der Gebäude im Zweiten Weltkrieg nicht wieder in Betrieb genommen.
Auf dem Gelände des ehemaligen Flughafens befindet sich heute unter anderem der Volkspark Marienberg.

## Lage und Verkehrsanbindung
Der Flughafen Nürnberg-Marienberg befand sich etwa vier Kilometer nördlich vom Stadtzentrum Nürnbergs im gleichnamigen Stadtbezirk Marienberg. Das Flughafengelände wurde tangential durch die heutige Kilian- beziehungsweise Großreuther Straße im Süden und die heutige Marienbergstraße im Norden berührt, zudem führte die Senefelderstraße zum Vorplatz des Flughafens, dem Max-von-Müller-Platz. Etwa 750 Meter östlich des Flughafens befand sich bis 1996 die – heute nur noch von Buslinien bediente – Straßenbahnhaltestelle Bessemerstraße. Des Weiteren ist der Nordostbahnhof, der an die Gräfenbergbahn und die Ringbahn sowie seit 1996 an die U-Bahn angeschlossen ist, in Richtung Südosten etwa einen Kilometer entfernt.

## Geschichte

### Vorgängerflughafen

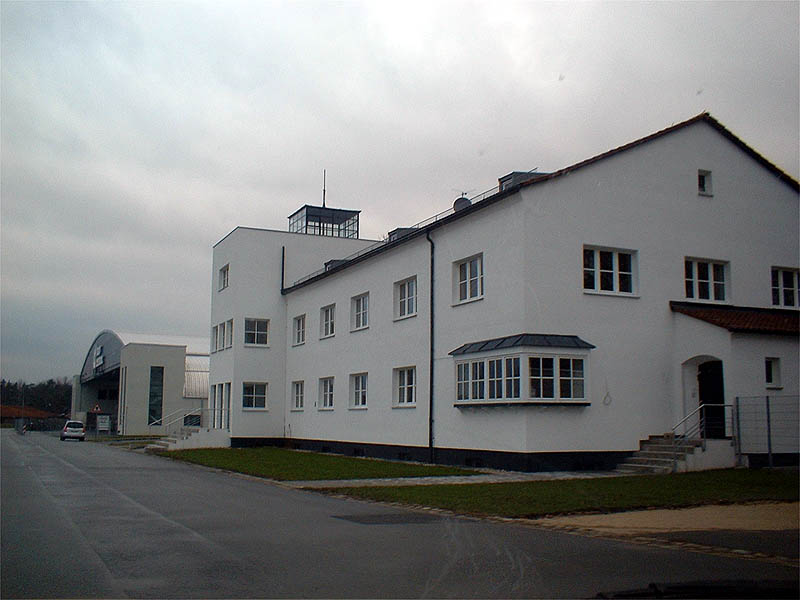
Vorgängerflughafen Nürnberg-Fürth, ehemaliges Flugleitgebäude und Hangar (2004)

Dem Flughafen Fürth-Nürnberg in Atzenhof drohte 1926, trotz steigender Fluggastzahlen, seitens des bayerischen Handelsministeriums auf Grund von sanierungsbedürftigen Gebäuden, nötigen Ausbauten zur militärischen Nutzung und nicht den Anforderungen eines modernen Flugbetriebs entsprechender Infrastruktur eine Sperrung. Die nötigen Maßnahmen zur Beseitigung der Missstände sollten innerhalb von vier Monaten umgesetzt werden. Die Investitionen hätten etwa eine halbe Million Reichsmark betragen, von denen nach Anteilseignerschaft die Stadt Fürth 2/3 und die Stadt Nürnberg 1/3 hätte finanzieren müssen. Da sich Fürth jedoch finanziell dazu nicht in der Lage sah und seitens der Nürnberger die schlechte öffentliche Verkehrsanbindung und die große Entfernung von zwölf Kilometern zum Stadtzentrum kritisiert wurden, diskutierte man in einer erweiterten Sitzung des Nürnberger Stadtrates am 31. August 1926 die Problematik. Der Nürnberger Oberbürgermeister Hermann Luppe zögerte zuerst aus finanziellen Überlegungen, da Fürth eine Beteiligung von 2/3 am Flughafen innehatte, einem Neubau auf Nürnberger Stadtgebiet zuzustimmen. Da die Stadt Fürth jedoch deutlich machte, es sich als Mittelstadt nicht leisten zu können einen internationalen Flughafen zu finanzieren und breite Teile der Nürnberger Bevölkerung und der bayerischen Behörden einen Flughafen auf Nürnberger Stadtgebiet favorisierten, beschloss der Stadtrat am 16. Februar 1927 einen Neubau. Am 21. April 1927 einigten sich die Städte Nürnberg und Fürth auf eine Neuverteilung der Kosten des Atzenhofer Flughafens, der noch bis zur Eröffnung des Neubaus in Betrieb bleiben sollte. Zukünftig zahlte Nürnberg gemäß den Einwohnerzahlen 4/5 der Sach- und Personalkosten und 3/4 der Streckensubventionen, erklärte sich aber dennoch bereit den Namen Flughafen Fürth-Nürnberg vorläufig beizubehalten. Am 8. Dezember 1927 stimmte die bayerische Landesregierung den Neubauplänen ebenso zu. Ab 1. Oktober 1928 führte die Stadt Nürnberg, aufgrund finanzieller Schwierigkeiten der Stadt Fürth, den Flughafen in Alleinregie weiter und benannten ihn in Flughafen Nürnberg-Fürth um.

### Bau

#### Standortwahl
Das bayerische Handelsministerium genehmigte die Pläne zum Neubau nur unter der Bedingung, dass bis zum 1. Mai 1930 ein Antrag auf eine Betriebseröffnung eingereicht werden müsse. Da der Flughafen stadtnah gelegen sein sollte, der Süden der Stadt auf Grund seiner starken Industrialisierung, der Westen auf Grund des geplanten neuen Hafens und Flusseinschnitten, sowie der Reichswald im Osten ebenfalls nicht in Frage kamen, fand man nur im Norden ein geeignetes Areal. Es erstreckt sich zwischen den Stadtteilen Großreuth hinter der Veste und Marienberg, liegt vier Kilometer vom Stadtzentrum entfernt und wurde bereits 1914 neben Großreuth bei Schweinau und Wetzendorf als Standort eines Nürnberger Flughafens diskutiert. Das Gelände sollte dem Verkehrsreferenten Wilhelm Weigel und dem Baureferenten Walter Brugmann zufolge mit Maßen von 1000 auf 1000 Meter den Anforderungen eines modernen Flughafens gerecht werden.

#### Grunderwerb
Der Grunderwerb sollte freihändig und möglichst ohne Zwangsenteignungen durchgeführt werden. 18 der benötigten 100 Hektar befanden sich bereits in städtischem Besitz und weitere 76 Hektar konnten bis 1929 vom Staatsforst und größeren Privatbesitzern im Norden sowie von Bauern im südlichen Bereich freihändig erworben werden. In fünf Fällen musste das bayerische Innenministerium im Februar 1926 eine Gesamtfläche von 2,6 Hektar mittels Zwangsenteignung beschlagnahmen. Ein ungefähr ein Hektar umfassendes Areal im Nordosten des Geländes, das den Ziegelsteiner Friedhof und ein kleines Waldstück beherbergte, konnte zunächst erhalten bleiben. Das südlich an das Flughafengelände angrenzende Gebiet, das ungefähr sieben Hektar umfasste, war ebenso schon in städtischem Besitz und sollte der Errichtung von Verwaltungsgebäuden, Flugzeughallen, sowie Parkplätzen und Erschließungsstraßen dienen.

#### Geländearbeiten
Das erste neue Gebäude des Flughafens war eine Funkstelle, die die Stadt Nürnberg mit Unterstützung des Reichsverkehrsministeriums zwischen Thon und Buch errichten ließ. Zwischenzeitlich wurde diese noch für den Flughafen in Atzenhof genutzt. Nürnberg kümmerte sich um den Grunderwerb, den Bau und den Unterhalt der Funkstelle, während das Deutsche Reich die Technik und das Personal finanzierte. Im September 1928 begann das Stadtgartenamt mit der Einebnung des Areals am Marienberg und der Beseitigung von Hindernissen mittels der Verlegung von Feldbahngleisen. Das Projekt wurde auch als Arbeitsbeschaffungsmaßnahme genutzt, so dass bei den Arbeiten neben den Arbeitern des Gartenamtes auch eine größere Anzahl von Arbeitslosen beschäftigt wurde. Die über die letzten fünf Jahre hier abgelagerten Mengen an Hausmüll und Schutt wurden genutzt, um Gräben und Sümpfe aufzufüllen und diese anschließend bis Herbst 1929 mit Humus zu bedecken, zu planieren und zu begrasen. Das Gelände wurde außerdem mit einem Zaun umgeben. Die Vorarbeiten, bei denen rund 1000 Menschen beschäftigt waren, 225.000 Kubikmeter Boden bewegt wurden und 27 Hektar planiert wurden, waren damit abgeschlossen.

#### Weltwirtschaftskrise
Zwar genehmigte der Stadtrat 1929 die Errichtung der Hochbauten und der nötigen Verkehrsinfrastruktur, deren Kosten auf rund 1,2 Millionen Reichsmark geschätzt wurden, jedoch verhinderte die sich im Zuge der Weltwirtschaftskrise weiter verschlechternde finanzielle Lage die Ausführung der Pläne. Ursprünglich geplant war die Realisierung von vier in Eisen- und Stahlbauweise errichteten 40 Meter tiefen Hallen mit 60 × 10 Meter großen Toren. Aus Kostengründen sollte jedoch vorerst nur eine Halle mit Werkstätten und ein angegliederter Beobachtungsturm der Polizei mit Aufenthaltsräumen und Büros sowie ein Verwaltungsgebäude mit 2000 Quadratmetern errichtet werden.
Vorübergehend diente das Flugfeld erstmals am 10. Mai 1931 einer Zeppelinlandung, der weit über 100.000 Menschen beiwohnten. Ein zweites Mal diente es einem Großflugtag am 5. Juni 1932, an dem Geschwaderfliegen, Kunstflugvorführungen, Segelflugzeuglandungen, Fallschirmabsprünge und ein Flugzeugrennen geboten waren. Für einen Eklat sorgte hierbei die Fallschirmpilotin Lisl Schwab, die über dem Veranstaltungsgelände mit einem Werbebanner für die nationalsozialistische Zeitung Der Stürmer flog. Auf Grund eines Gewitters nahmen in diesem Jahr mit nur 30.000 Besuchern deutlich weniger teil.

#### Fertigstellung
Die neue nationalsozialistische Stadtverwaltung begann, trotz weiterhin finanziell angespannter Lage, bereits am 28. Mai 1933 mit der Errichtung der noch ausstehenden Hochbauten und setzte die Arbeiten in einem Zeitraum von nicht mal drei Monaten bis Mitte August 1933 um. Die offizielle Eröffnung fand am 20. August statt. Anlass für die schnelle Ausführung der Arbeiten war der anstehende Termin für den Reichsparteitag des Sieges, der in der ersten Septemberwoche stattfinden und bei dem Hitler auf dem neuen Flughafen landen sollte. Bereits vom 20. Mai bis 16. Juni 1933 flog das damals größte Flugzeug im praktischen Luftverkehr, eine Junkers G 38, auf dem regulären Linienflug von Berlin über Leipzig/Halle und Nürnberg/Fürth nach München statt des Atzenhofers, den Marienberger Flughafen auf dem Hin- und Rückflug an. Die Premierenlandung, der lokale NS-Politiker mit dem Bürgermeister Willy Liebel beiwohnten, lockte rund 4000 Zuschauer und wurde zu einem symbolträchtigen und medienwirksamen Event für den Flughafenausbau inszeniert. Den Vormittagslandungen in den folgenden Wochen wohnten auch jeweils Hunderte, zumeist Schulklassen, bei.

### Inbetriebnahme

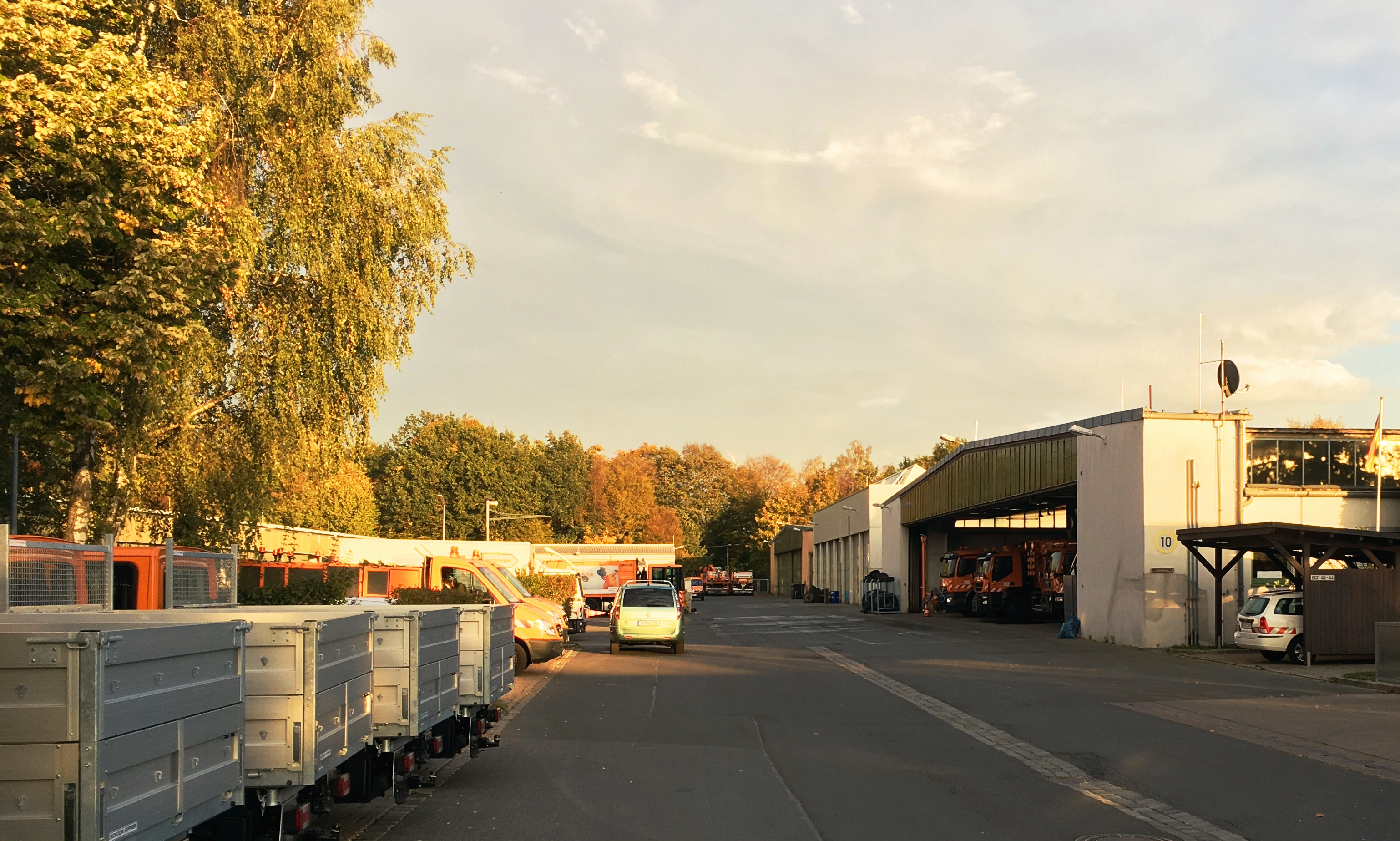
Erhaltene Hangar auf dem heutigen SÖR-Betriebshof.

Die ursprünglich am 13. August 1933 angesetzte Eröffnung konnte wegen einer zeitgleichen NS-Veranstaltung auf dem Hesselberg nicht stattfinden und musste um eine Woche auf den 20. August verschoben werden. Aufgrund der kurzfristigen Verschiebung des Termins konnten zahlreiche geladene Gäste an der Eröffnungsveranstaltung, an der der gesamte Flugverkehr von Atzenhof verlegt wurde und Kunstflugvorstellungen stattfanden, nicht teilnehmen. Bereits einige Tage später wurde der Flugverkehr jedoch wegen der am 31. August bis 3. September stattfindenden Reichsparteitage zwischenzeitlich erneut nach Fürth verlegt, ehe der Betrieb wieder aufgenommen wurde.
Ein Angebot, das die Stadt von der Süddeutschen Lufthansa erhalten hatte und das die Übernahme der Flughafenverwaltung, wie der in München, vorsah, wurde vom Stadtrat abgelehnt. Stattdessen investierte Nürnberg in den Jahren 1935 bis 1937 selbst 450.000 Reichsmark in einen Anbau der Gaststättenbaracke und Werkstatterweiterungen sowie einem Kontrollturm für die Flugsicherung und zwei Landebahnscheinwerfer. Sowohl das Passagier- als auch das Frachtaufkommen konnten zwischen 1933 und 1937 einen Anstieg von 14.721 auf 35.076 Passagieren beziehungsweise von 41 auf 643 Tonnen Fracht im Jahr verzeichnen. Die Flugpläne listen von 1934 bis zur Einstellung des Linienverkehrs – auf Grund der Mobilmachung am 28. August 1939 – folgende Verbindungen auf:

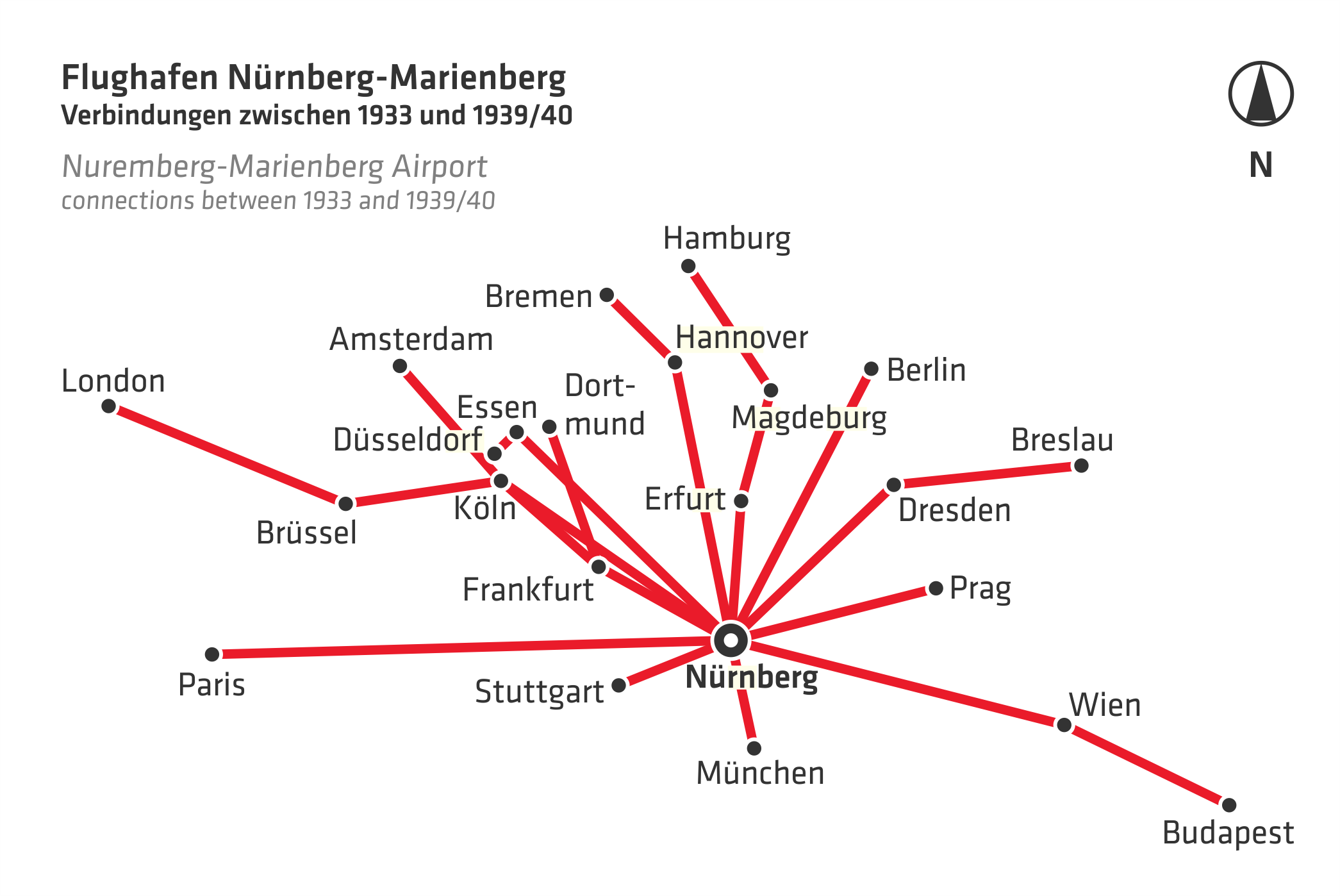
Flugziele zwischen 1933 und 1939/40

- 1934 bis 1939: Nürnberg – Hannover – Bremen [ Lufthansa ]
- 1934 bis 1939: Stuttgart – Nürnberg – Dresden – (ab 1935: Breslau) [ Lufthansa ]
- 1934 bis 1939: München – Nürnberg – Essen – (ab 1935: Düsseldorf) [ Lufthansa ]
- 1934 bis 1939: Nürnberg – Frankfurt am Main – (ab 1935: Dortmund) [ Lufthansa ]
- 1934 bis 1940: Berlin – Nürnberg (– München) [ Lufthansa ]
- 1934 bis 1939: Paris – Nürnberg – Prag [ Air France ]
- 1935 bis 1936: London – Köln – Nürnberg – Wien – Budapest [ Imperial Airways ]
- 1936 bis 1939: Nürnberg – Erfurt – Magdeburg – Hamburg [ Lufthansa ]
- 1937 bis 1939: München – Nürnberg – Köln – Amsterdam [ Lufthansa ]
- 1937 bis 1939: München – Nürnberg – Frankfurt am Main – Brüssel – London [ Lufthansa ]

Lediglich der Linienverkehr zwischen der „Reichshauptstadt“ Berlin, der „Stadt der Reichsparteitage“ Nürnberg und der „Hauptstadt der Bewegung“ München wurde noch bis zum Herbst 1940 aufrechterhalten, ehe der Flughafen nur noch militärischen Zwecken diente.

### Zweiter Weltkrieg

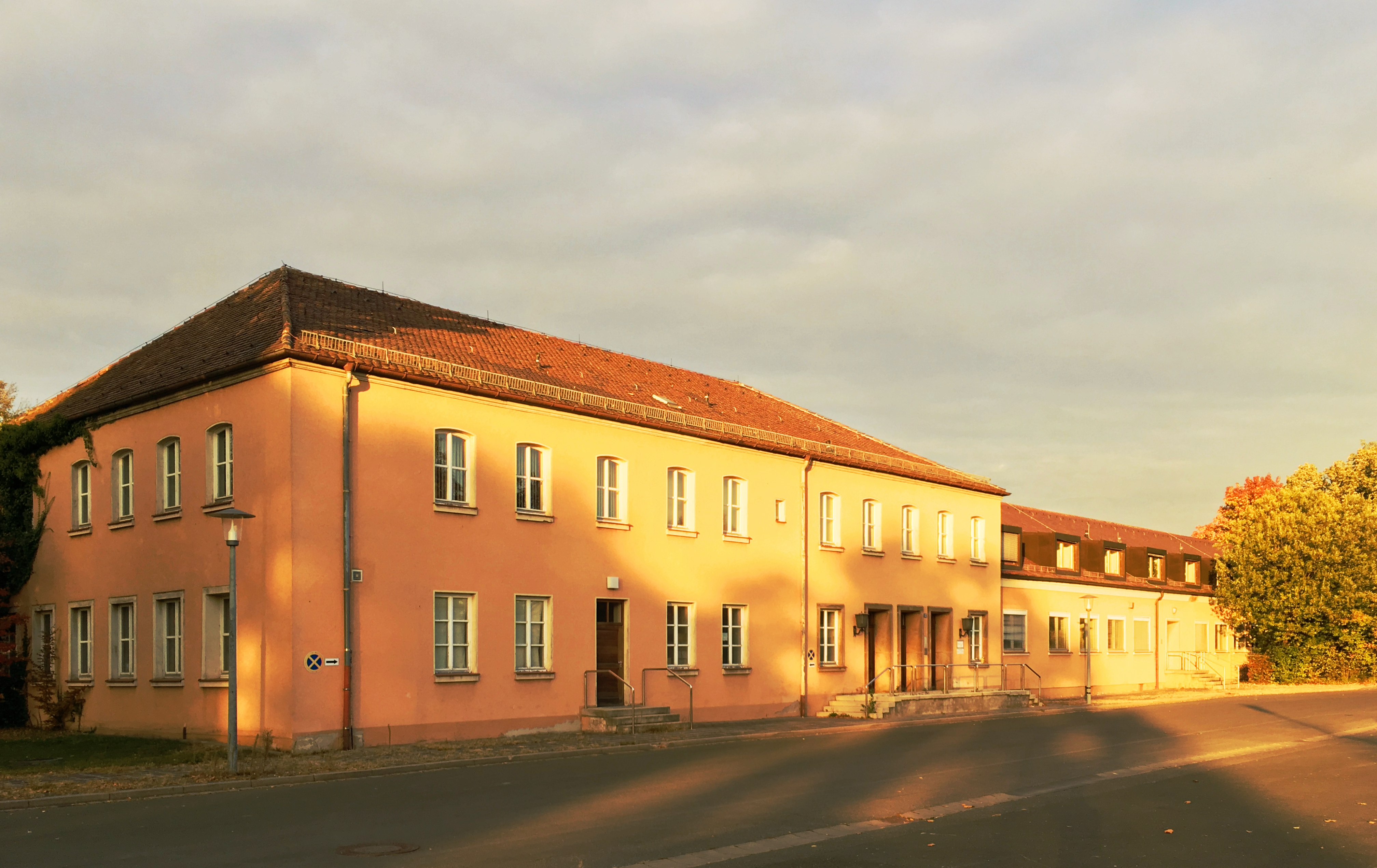
Erhaltenes Kommandanturgebäude der Wehrmacht.

Seit dem 1. September 1939 war der Flughafen beschlagnahmt und dem Luftgaukommando XII unterstellt. Des Weiteren wurde ein Fliegerhorst eingerichtet. Weiterhin für den Unterhalt der Anlagen und deren Betreuung war jedoch die Stadt verantwortlich und musste den Anordnungen des Luftgaukommandos Gehorsam leisten. Mit der endgültigen Einstellung des letzten Linienverkehrs im Herbst 1940 diente der Flughafen nur noch den Zwecken der Luftwaffe, überwiegend der Fliegerausbildung. Ende des Jahres 1938 wurde eine 40 Hektar große Erweiterung im Westen des Areals begonnen, die das Gartenbauamt zusammen mit dem Wasser- und Brückenbauamt von 1940 bis 1941 entwässerte und einebnete. Im Frühjahr 1942 konnte ein erster Abschnitt im Süden in Betrieb gehen, mit dem die Start- und Landebahn auf 1,4 km verlängert wurde. Neben dem Hausmeister und sieben bis neun deutschen Mitarbeiten verrichteten auch zwölf bis 20 ausländische Angestellte, zumeist französische, ab Juli 1942 auch russische Kriegsgefangene, dort Arbeiten.
Bei den Luftangriffen auf Nürnberg war der Flughafen zwar ein häufiges Ziel, jedoch wurden die Schäden zunächst immer sofort behoben. Bei den Bombardierungen am 10. und 11. August 1943 wurde das Flughafengebäude, die Gaststätte und mehrere Unterkunftsbaracken vollständig zerstört. Auch die Fahrzeughallen und das von der Wehrmacht errichtete Kommandanturgebäude erhielten durch Brände schwere Schäden. Ein Behelfsbau wurde anschließend von russischen und italienischen Kriegsgefangenen in der Mitte des zerstörten Verwaltungsgebäudes zur Unterbringung der Flugleitung und anderer Reichsdienststellen errichtet. Zwar wurde die Nürnberger Fliegerschule mit den Bombenangriffen 1943 verlegt, jedoch nutzte die Fürther Fliegerschule bereits Ende Dezember 1943 wieder für Flugübungen. Im ersten Halbjahr 1944 wurden monatlich über tausend Starts und Landungen aufgezeichnet. Auch nach weiteren schweren Bombardierungen am 3. Oktober und 25./26. November 1944 sowie am 2. Januar und 20./21. Februar 1945 wurden die zerstörten Gebäude wieder hergestellt und die Bombenkrater verfüllt. Erst mit der Befreiung Nürnbergs durch die US-amerikanischen Streitkräfte am 17. April 1945 endete der Flugbetrieb, da diese sich zunächst am Industrieflughafen Fürth, dem späteren Industrieflughafen Nürnberg-Fürth, stationierten und anschließend auf den Flugplatz Atzenhof umzogen.

### Neuer Flugplatz
Bis zur Eröffnung des zwei Kilometer nördlich im Stadtteil Kraftshof gelegenen neuen Flughafens diente der Industrieflughafen Nürnberg-Fürth auf der Fürther Hardhöhe von 1950 bis 1955 als Landeplatz für den internationalen Luftverkehr Nürnbergs.

## Nachnutzung

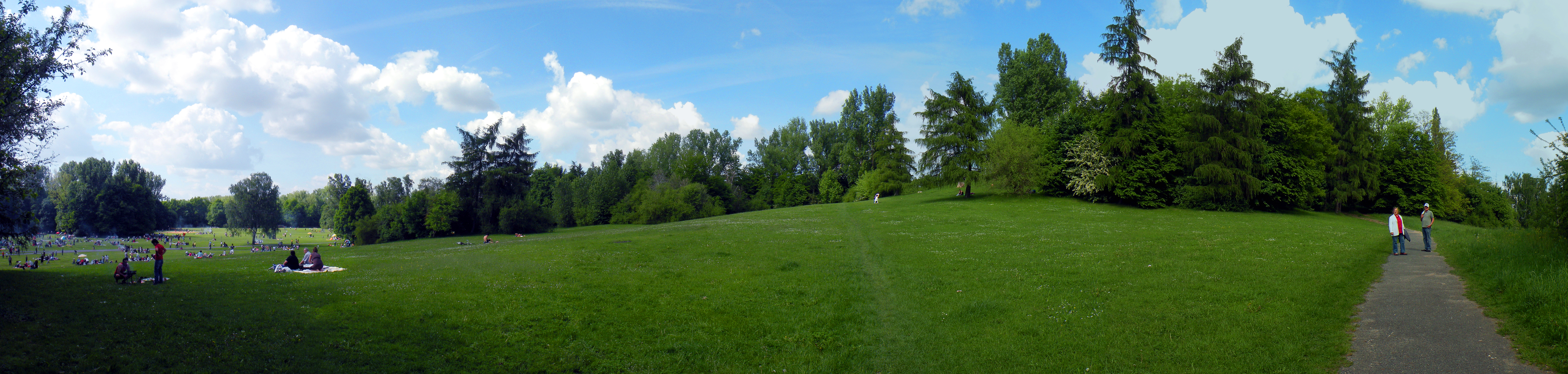
Der heutige Volkspark Marienberg

### Marienbergpark
Der zwischen 1959 und 1973 angelegte Volkspark Marienberg ist mit 120 Hektar heute die zweitgrößte Parkanlage Nürnbergs und bietet neben Kleingärten, einem großen Spielplatz, öffentlichen Grillplätzen, einem Trimm-Dich-Pfad sowie Spiel- und Liegewiesen im Sommer, Rodelberge und Langlaufloipen im Winter. Im nordwestlichen Bereich der Anlage befindet sich mit dem Marienbergsee ein kleiner Weiher, der im Winter auch gerne zum Schlittschuhlaufen genutzt wird.

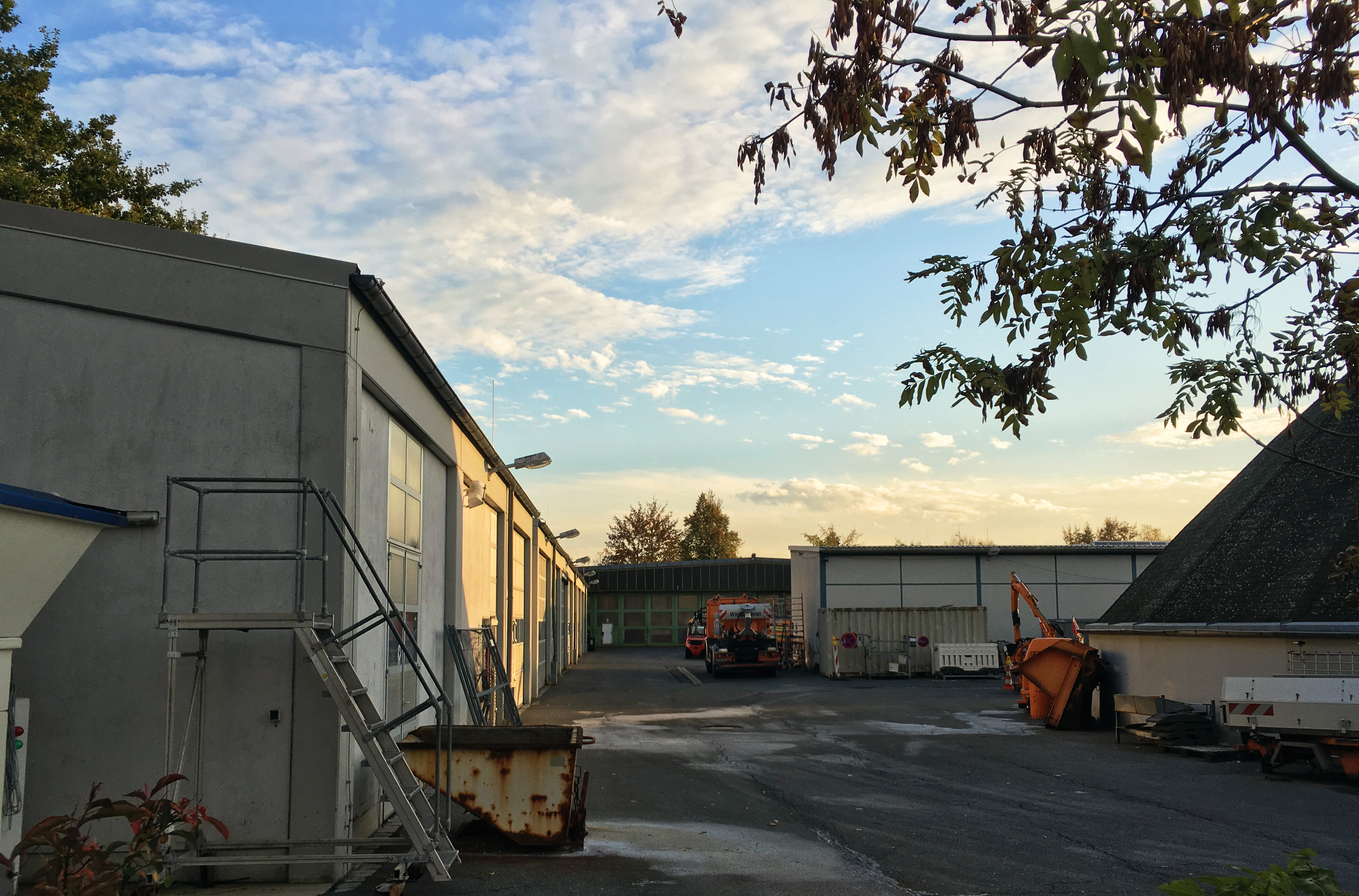
SÖR-Betriebshof

### SÖR-Betriebshof
Die einzig verbliebenen Gebäude des Flughafens befinden sich heute auf dem Betriebshof des Nürnberger Betriebs Service Öffentlicher Raum (SÖR). Zwei Hangars aus den 1930er Jahren werden heute noch als einer von zwei städtischen Betriebshöfen für Fahrzeuge des Winterräumdienstes genutzt. Ein Hangar wurde in den 1950er zu einer Montage- und Wartungshalle umgebaut, der andere dient als Abstellhalle. Ein dritter Hangar, der den Krieg ebenso überstanden hatte, wurde in den 1990er Jahren abgebrochen. Auf dem Gelände befindet sich außerdem das ehemalige Kommandanturgebäude, das vom Reichsluftfahrtministerium im Frühjahr 1942 errichtet und bezogen wurde und heute als Verwaltungsgebäude des SÖR dient. Außerdem befinden sich auch Streusalzlager und mehrere neu errichtete Fahrzeughallen auf dem Areal. Auch ein Garagenbau aus den 1930er Jahren ist noch erhalten geblieben. Vor diesem befindet sich heute eine Tankanlage. Bevor der SÖR das Gelände nutzte, verwendeten es seit 1945 unter anderem das Stadtreinigungs- und Fuhramt.

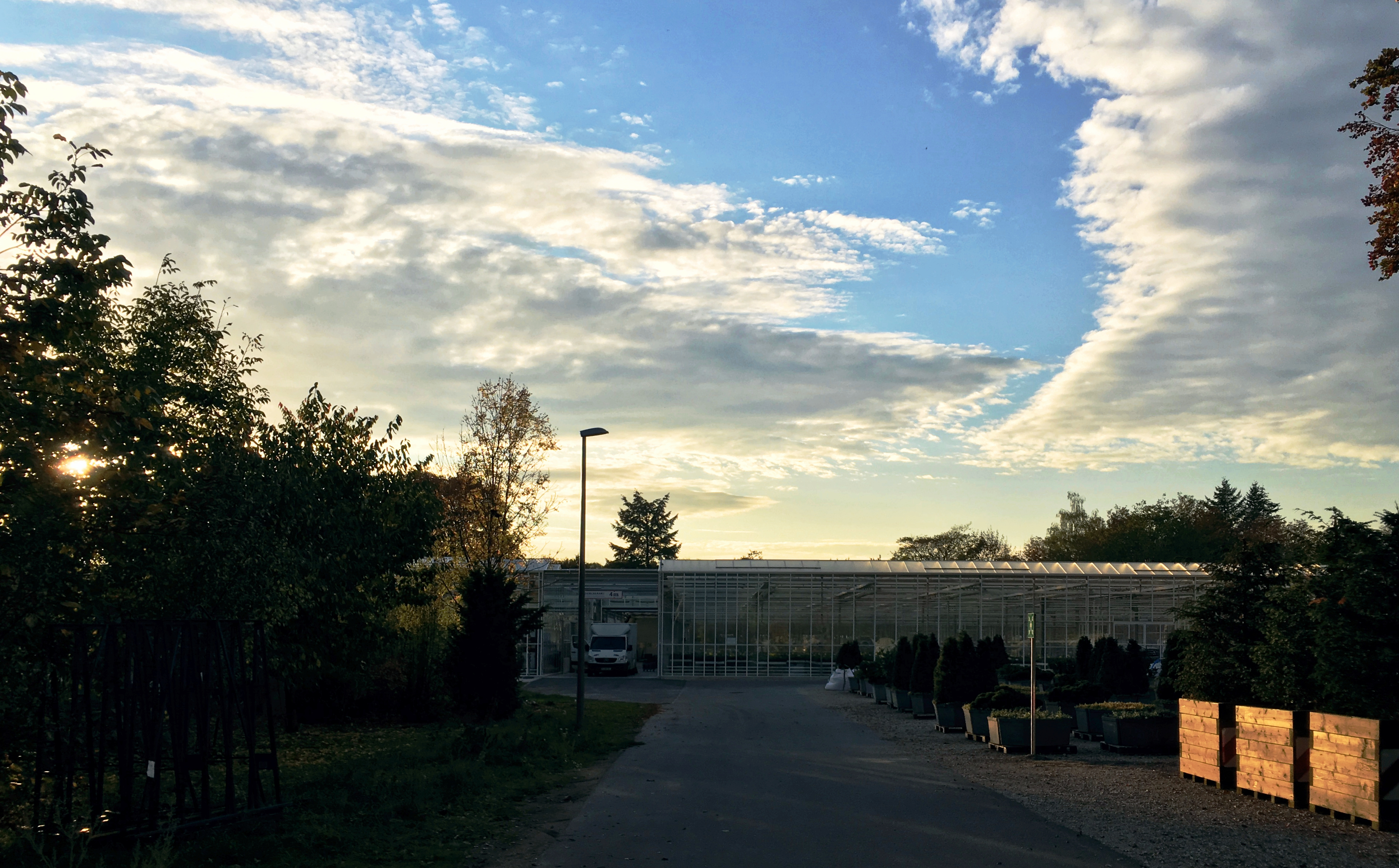
Eine Zufahrt zur Noris Inklusion.

### Stadtgärtnerei
Nördlich des SÖR-Betriebshofes befindet sich heute die Natur-Erlebnis-Gärtnerei Noris Inklusion. Die Noris Inklusion GmbH übernahm 1998 das Gelände und den Betrieb der städtischen Gärtnereien und beschäftigt heute auf einem Areal von ca. fünf Hektar 90 Angestellte mit Behinderung, die Zierpflanzen und Kräuter für Großabnehmer und Privatkunden pflegen und züchten. Die Mitarbeiter pflegen des Weiteren rund 100 ha Park- und Gartenflächen der Stadt Nürnberg beziehungsweise von privaten Unternehmen. Seit 2011 sind die dort angebauten Gemüsepflanzen und Kräuter bio-zertifiziert.

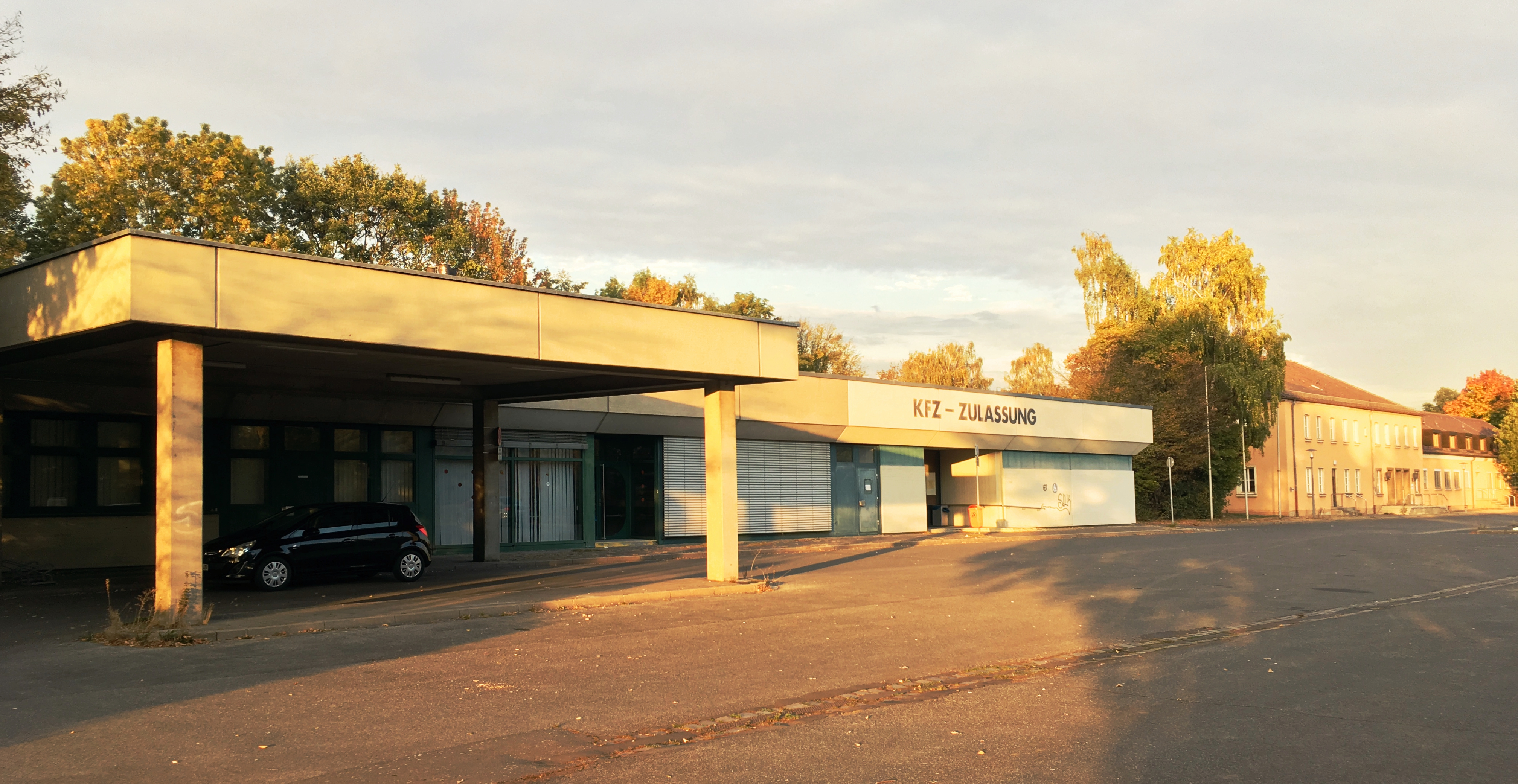
KFZ-Zulassungsstelle

### Kfz-Zulassung
Westlich neben dem Kommandanturgebäude des SÖR-Betriebshofes befand sich eine Kfz-Zulassungsstelle auf dem Areal (zur Zeit leerstehend – Stand Januar 2025).

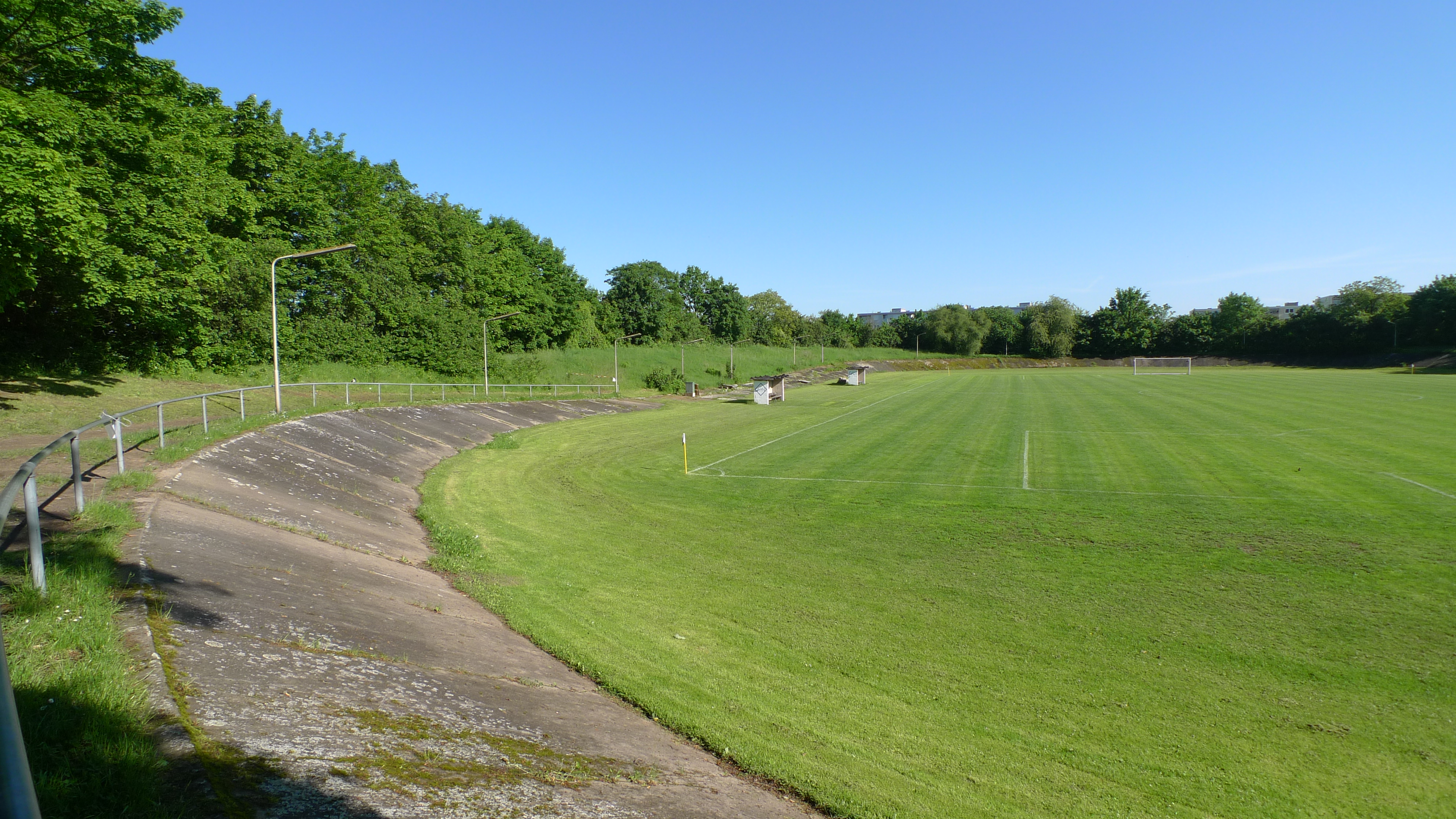
Westlich der ASN-Rennbahn wurden weitere Sportplätze errichtet.

### Sportplätze
Am nordöstlichen Rand des ehemaligen Flughafenareals haben die Ziegelsteiner Sportvereine Tuspo Nürnberg und ASN Pfeil Phönix ihre direkt aneinander grenzenden Vereinsgelände jeweils gleichzeitig mit der Anlegung des Marienbergparks um ungefähr 30.000 Quadratmeter Richtung Westen mit Fußballplätzen erweitert.

## Verkehrszahlen
| Betriebsjahr | Fluggastaufkommen | Luftfracht t |
| ------------ | ----------------- | ------------ |
| 1933         | 14.721            | 41           |
| 1937         | 35.076            | 643          |